# Волна Революции (Краснодарский край)
Волна́ Револю́ции — посёлок в Темрюкском районе Краснодарского края.
Входит в состав Фонталовского сельского поселения.

## Население
| 2002 | 2010 |
| ---- | ---- |
| 542  | ↘493 |

## Улицы
| - ул. Давыдова, - пер. Лазурный, - ул. Морская, | - ул. Набережная, - пер. Парковый, - пер. Пионерский, | - пер. Совхозный, - ул. Солнечная, - ул. Южная. |